# محمد بن عبدالله علوی
محمد بن عبدالله‌خطیب همچنین شناخته‌شده با نام سیدی محمد بن عبدالله (حدود ۱۷۱۰ – ۹ آوریل ۱۷۹۰) از سال ۱۷۵۷ تا هنگام مرگش، ۱۷۹۰ میلادی، سلطان علوی مراکش بود. او همچنین حکمران شهر مراکش در حدود سال ۱۷۵۰ بود. البته او به‌طور مختصر در سال ۱۷۴۸ سلطان بود.

## سلطنت
او فرزند سلطان عبدالله‌خطیب بود که برای شش بار حاکمیت کشور مراکش را در دست داشت. پدر وی جمعاً حدود ۱۹ سال بر این سرزمین حکم می‌راند. بعد از او پسرش یزید به حاکمیت مراکش رسید.